# Café des Westens

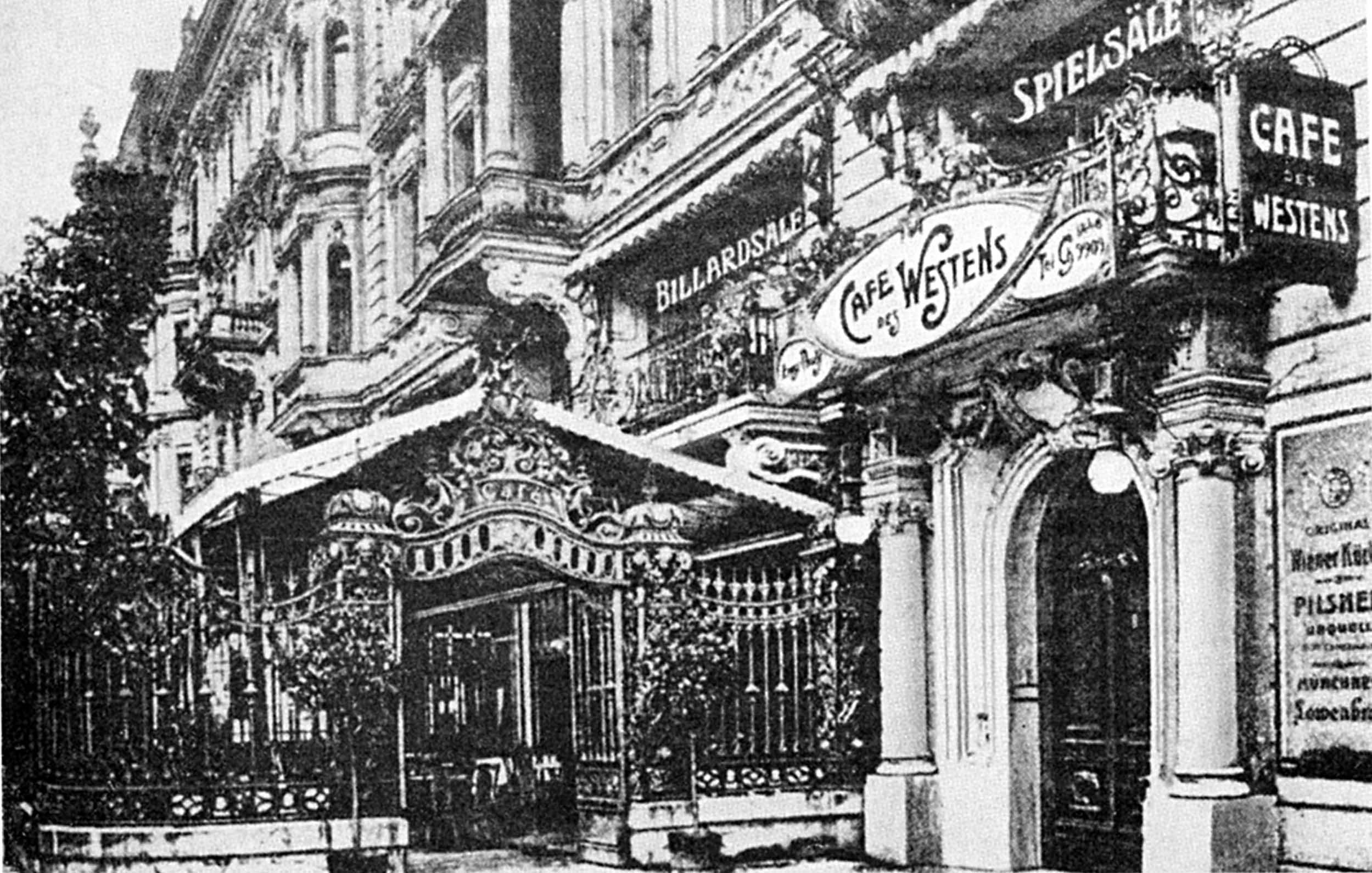
Il Café des Westens in una foto del 1900)

Il Café des Westens ("caffè dell'Ovest") era un caffè di Berlino che, negli anni compresi tra il 1895 e il 1913, fu il principale luogo di incontro delle avanguardie artistiche, degli scrittori e teorici dell'espressionismo e, in genere, di intellettuali accomunati da un orientamento modernista tanto dal punto di vista artistico che dal punto di vista politico. Fu, insieme al Café Stefanie di Monaco di Baviera, uno dei più importanti caffè letterari dell'epoca.

## Caratteristiche delCafé des Westens
Il Café des Westens sorgeva all'incrocio al Kurfürstendamm 18-19, all'incrocio con la Joachimsthaler Strasse (dove oggi si trova un edificio in vetro sormontato dalla torretta del caffè Kranzler). Inaugurato nel 1893, fu, almeno all'inizio,  un luogo di incontro per pittori.
Nel 1899, questo Café divenne il quartier generale del circolo artistico di Herwarth Walden, in tedesco il Verein für Kunst, che attrasse rapidamente scrittori e artisti, ribattezzati "i berlinesi moderni". 
Non si può dire che il Café des Westens desse l'impressione di un luogo elegante. Sembrava piuttosto un appartamento dal quale erano stati rimossi i muri divisori. Tappezzerie economiche e imitazioni di stucchi rococò, scuriti dalla nicotina, ornavano le pareti e i bassi soffitti. L'aria era viziata e piena di fumo. Per farla breve, il Café des Westens aveva l'aspetto di un posto tanto casalingo quanto malsano.
Era rinomato per la sua cucina viennese, a prezzi ragionevoli, e inoltre il personale si dimostrava disponibile a fare credito agli avventori. Fu tra i primi locali pubblici a dotarsi di una cabina telefonica a uso della clientela. Offriva ai suoi clienti, come era uso comune, numerosi giornali inclusa la stampa internazionale. Al Café des Westens lavorava anche un "addetto alla carta", soprannominato Red Richard per i suoi capelli rossi fiammanti, il quale serviva fogli ornati con il timbro "Rubati al Café des Westens", su cui erano stampate le ultime informazioni relative alle pubblicazioni dei suoi ospiti. Era inoltre possibile prendere parte gratuitamente ai tavoli di scacchi e di biliardo. Il locale, infine, offriva un caldo riparo dal gelo dell'inverno berlinese, così che gli ospiti, molti dei quali erano squattrinati, potevano risparmiare sui costi del riscaldamento domestico.
Il Café comunque non solo permetteva di risparmiare sulle spese quotidiane. Era pure un posto di confronto, comunicazione e ispirazione considerato unico dai suoi habitué.

## Luogo dell'intellettualità
Quasi tutte le persone descritte da Else Lasker-Schüler nelle pubblicazioni dei fogli di avanguardia Der Sturm e Die Aktion appaiono ruotare attorno al Café des Westens, a partire dal suo guru Peter Hille, il suo fervente promotore Karl Kraus (durante i soggiorni berlinesi) il pioniere della ricerca sessuale Magnus Hirschfeld, l'influente critico teatrale Alfred Kerr, il giovane poeta Gottfried Benn, lo scrittore Alfred Döblin. Anche Walter Benjamin va aggiunto alla lista delle celebrità che frequentarono il Café des Westens. Per esempio, durante una delle serate organizzate dalla redazione della rivista Aktion di Franz Pfemfert, diede pubblica lettura del suo saggio Jugend (Giovinezza). Pfemfert era uno dei teorici dell'espressionismo che, come l'altro teorico del movimento, Erwarth Walden, frequentava assiduamente il caffè. Altro esempio: era qui che lo scrittore e poeta Hugo Ball incontrava gli altri giovani letterati e artisti aderenti al dadaismo, tra i quali Johannes R. Becher, Georg Heym, Richard Huelsenbeck.
A pochi metri di distanza dal Café des Westens si trovava la galleria dove aveva sede la Secessione Berlinese, i cui rappresentanti facevano parte degli assidui del caffè.
I Cafés di inizio Novecento erano anche dei luoghi nei quali si costituiva un mercato dell'arte e un collezionismo alternativo a quello ufficiale e tradizionale. Il Café des Westens, ritenuto appropriato come centro per la diffusione della nuova arte sia dal gallerista Paul Cassirer (cf. supra) sia da Herwarth Walden, fondatore di Der Sturm, proprietario dell'omonima galleria e organizzatore dello Herbstsalon del 1913, partecipò a questo movimento. Vi furono quindi organizzate alcune mostre di pittura. Il carattere antiborghese di questi avvenimenti era accentuato dalla scelta dei soggetti. Per esempio, negli anni dieci del Novecento, fece scandalo il gallerista Paul Cassirer, che espose nel caffè quadri di Gustav Klimt considerati lascivi. La mostra fu bollata dal pubblico borghese più tradizionalista come "opera di Satana". Con le sue mostre, il Café des Westens partecipava così a una moda comune anche ad altre città, come  Londra (Café Royal,  Restaurant de La Tour Eiffel) o Mosca ( Café Pitoresque).

## Il Café des Westens nel panorama dei caffè culturali di Berlino
Il Café des Westens non era l'unico luogo di ritrovo in grado di attrarre a sé la clientela artistica. La gente di teatro frequentava il Café Bauer a Unter den Linden. I giornalisti preferivano il Jolicke a Kochstrasse. La Kleine Scala era il luogo degli artisti del circo e del varietà. Infine, il Café König sarebbe diventato, di lì a poco, il luogo di coloro che lavoravano alle produzioni cinematografiche.
Sembrava quasi che il Café ricoprisse le funzioni di una corporazione medievale. Esso aveva tuttavia delle proprie specificità.

## La guerra e la chiusura
Il Café des Westens, nel corso della sua esistenza, venne soprannominato Café Grössenwahn (Café Megalomania), soprannome ispoirato dal Café Stephanie di Monaco, dove nel 1902 aveva avuto luogo il "Ballo in costume al Café Megalomania". Il soprannome si attagliava tuttavia al carattere dei suoi clienti, che spesso si ritenevano geniali.
Nel 1913 il proprietario aprì un nuovo locale nell'attuale Breitscheidplatz, attraversata dal Kurfürstendamm. Dalle parole di Else Lasker Schüler, si può dedurre che il caffè si imborghesì. Gli habitué abbandonarono il locale, preferendogli, in un primo momento, il Café Josty a Potsdamer Platz, e dopo il 1917 al Romanisches Café (caffè romanico - dal nome dell´edificio in cui si trovava, la "casa romanica" dell´attuale Breitschedplatz).